# Döschwitz
Döschwitz este o comună din landul Saxonia-Anhalt, Germania.